# Angelo Amorevoli
Angelo Maria Amorevoli (Venezia, 16 settembre 1716 – Dresda, 15 novembre 1798) è stato un tenore italiano.

## Biografia
Iniziò a cantare nelle opere serie quando era appena tredicenne: nel 1729 si esibì nelle riprese dei drammi Amore e gratitudine, probabilmente di Flavio Carlo Lanciani, e Ottone in villa, di Antonio Vivaldi. L'anno successivo a Roma cantò nel Mitridate (come protagonista) e nel Siface di Nicola Porpora, e a Venezia prese parte alla Dalisa di Johann Adolf Hasse. Dal 1731 al 1735 egli apparve nelle maggiori produzioni operistiche a Torino, Milano e in altre città dell'Italia settentrionale e dal 1736 al 1740 fu a Napoli, dove cantò in 11 opere, tra cui l'Achille in Sciro di Sarro, dramma che inaugurò il 4 novembre 1737 il Teatro San Carlo.
Nel 1739 viaggiò inoltre a Vienna, dove suscitò molte attenzioni, soprattutto nel Feraspe di Vivaldi. Il 26 dicembre 1740 partecipò anche all'inaugurazione del Nuovo Teatro Regio di Torino, interpretando il ruolo di Mitrane nell'Arsace di Francesco Feo. Nel 1741 si esibì prima a Firenze, città nella quale fu alquanto apprezzato, e quindi a Londra, dove dall'ottobre 1741 al maggio 1743 cantò in numerose produzioni al King's Theatre. Tornato in Italia, nel 1744-5 si esibì a Milano e nel 1745 decise di trasferire la propria dimora a Dresda al fine di poter cantare nelle opere di Hasse. Nel 1748 visitò Vienna, dove incontrò il celebre librettista Pietro Metastasio, il quale elogiò il suo canto, e dove prese parte all'inaugurazione del Burgtheater esibendosi ne La Semiramide riconosciuta di Gluck (Mirteo). Passò quindi ancora a Milano, prima nel biennio 1748-9, poi dal 1759 al 1764, anno in cui si ritirò dal palcoscenico. Tornato definitivamente a Dresda rientrò alla corte sassone, però solamente come cantante da camera e da chiesa, posizione che tenne sino al 1771 circa.
A Dresda morì, nel 1798, agli albori del nuovo secolo, quando ormai il suo mondo artistico era inesorabilmente tramontato.
Angelo Amorevoli è fra i personaggi del romanzo Cento anni di Giuseppe Rovani, che lo descrisse come protagonista di tormentate avventure galanti e come prototipo del futuro tenore ottocentesco: in effetti, secondo Rodolfo Celletti niente si sa della vita privata di Amorevoli, e sul piano vocale niente egli aveva a che fare con il tenore di stampo romantico, dalla voce argentina e squillante e dall'estensione prodigiosa.

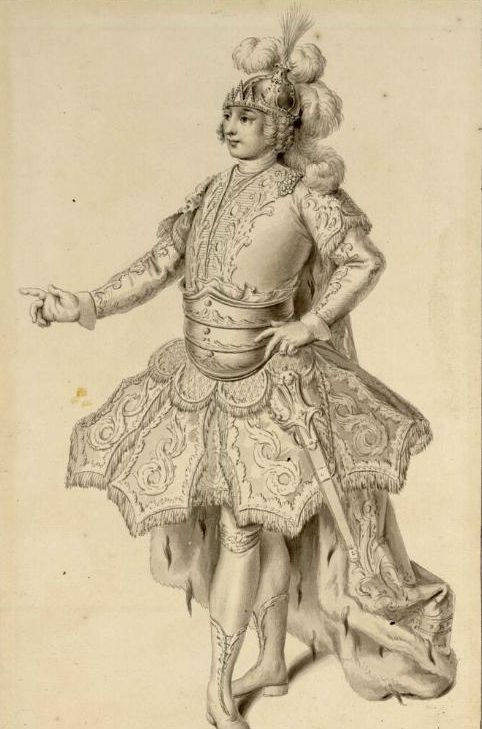
Angelo Amorevoli nei panni di Antigono (Dresda, 1744)

## Caratteristiche artistiche
Angelo Amorevoli può essere considerato il tenore più virtuosistico della scena lirica europea della prima metà del Settecento e guidò, insieme ad altri, come innanzi tutto Annibale Pio Fabri, ma anche Francesco Borosini, la rivincita del tenore nel mondo del melodramma barocco. Prima di loro infatti, a partire dalla seconda metà del secolo precedente, il tenore, che presentò per tutto il periodo un carattere decisamente baritonale, era stato spesso confinato a parti di ripiego, a ruoli buffi, a figure (interpretate in travesti) di vecchie donne più o meno laide o lussuriose. Con l'avvento della nuova leva tenorile guidata dal Fabri e dall'Amorevoli, le cose cambiarono drasticamente: l'estensione vocale e le tessiture usate rimasero sostanzialmente baritonali, anche se forse leggerissimamente più elevate che in precedenza, conquistando il si3 bemolle, ma, soprattutto, le inedite capacità virtuosistiche di cui la nuova leva si rivelava capace consentirono al tenore di compiere un vero salto di qualità guadagnando finalmente ruoli di primo piano nello svolgimento delle opere barocche. Non certo ruoli di giovane eroe od amante, che rimanevano appannaggio delle voci bianche dei castrati (o eventualmente delle donne in travesti), ma grandi ruoli di padre, di generale, di antagonista vilain (lo stesso tipo di ruoli insomma che poi sarebbe diventato caratteristico del baritono moderno). In questo nuovo campo, l'Amorevoli primeggiò sicuramente in tutte le parti d'Europa in cui si trovò a cantare, e con i maggiori operisti del tempo, a partire da Vivaldi per finire con Hasse, il quale lo utilizzò a lungo a Dresda e che, con l'allegro di Segeste, "Solcar pensa un mar sicuro", nella versione dell'Arminio proposta in tale città nel 1745, gli dedicò l'aria di tempesta forse più virtuosistica mai fino ad allora affidata ad una voce maschile.

## Ruoli creati
L'elenco seguente non è esaustivo. 
| Ruolo           | titolo dell'opera                 | carattere dell'opera                          | Autore | Teatro                                                                                  | data prima esecuzione |
| --------------- | --------------------------------- | --------------------------------------------- | --- | --------------------------------------------------------------------------------------- | --------------------- |
| Mitridate V     | Mitridate                         | dramma per musica (opera eroica)              | Nicola Porpora | Teatro Capranica di Roma                                                                | 7 gennaio 1730        |
| Orcano          | Siface                            | dramma per musica (3ª versione)               | Nicola Porpora | Teatro Capranica di Roma                                                                | 7 febbraio 1730       |
| Ottone          | Dalisa                            | dramma per musica                             | Johann Adolf Hasse | Teatro Grimani di S. Samuele di Venezia                                                 | 17 maggio 1730        |
| Massimo         | Ezio                              | dramma per musica                             | Riccardo Broschi | Teatro Regio di Torino                                                                  | 26 dicembre 1730      |
| Annibale        | Annibale                          | dramma per musica                             | Nicola Porpora | Teatro Sant'Angelo di Venezia                                                           | Autunno 1731          |
| Gianguir        | Gianguir                          | dramma per musica                             | Giovanni Porta | Regio Ducal Teatro di Milano                                                            | carnevale 1732        |
| Zoroastro       | La Semiramide                     | dramma per musica                             | Giovanni Porta | Regio Ducal Teatro di Milano                                                            | carnevale 1733        |
| Mitridate       | Tigrane                           | dramma per musica                             | Geminiano Giacomelli | Ducal Teatro di Piacenza                                                                | aprile 1733           |
| Marziano        | L' Ambitione superata dalla Virtù | dramma (opera)                                | Giovanni Battista Sammartini | Regio Ducal Teatro di Milano                                                            | 26 dicembre 1734      |
| Lentulo         | Cesare in Egitto                  | dramma per musica                             | Geminiano Giacomelli | Regio Ducal Teatro di Milano                                                            | carnevale 1735        |
| Tito Vespasiano | Tito Vespasiano                   | dramma per musica                             | Johann Adolf Hasse | Pubblico Teatro del Sole di Pesaro                                                      | 24 settembre 1735     |
| Mitridate       | Farnace                           | dramma per musica                             | Leonardo Leo | Real Teatro San Carlo di Napoli                                                         | 19 dicembre 1736      |
| Ulisse          | Achille in Sciro                  | dramma per musica (opera seria)               | Domenico Natale Sarro | Nuovo Grande Real Teatro San Carlo di Napoli (inaugurazione)                            | 4 novembre 1737       |
| Clistene        | L'Olimpiade                       | dramma per musica                             | Leonardo Leo | Nuovo Grande Real Teatro San Carlo di Napoli                                            | 19 dicembre 1737      |
| Artabano        | Artaserse                         | dramma per musica (pasticcio)                 | Leonardo Vinci (con prologo di Leonardo Leo) | Nuovo Grande Real Teatro San Carlo di Napoli                                            | 20 gennaio 1738       |
| Lycas/Giove     | Le nozze di Psiche con Amore      | festa teatrale                                | Leonardo Leo | Nuovo Grande Real Teatro San Carlo di Napoli                                            | 23 giugno 1738        |
| Fenicio         | Demetrio                          | opera eroica (pasticcio, 3ª versione)         | Leonardo Leo (I atto e due arie del II atto), Lorenzo Fago, Gian Francesco de Majo, Nicola Bonifacio Logroscino (II atto) e Riccardo Broschi (III atto) | Nuovo Grande Real Teatro San Carlo di Napoli                                            | 30 giugno 1738        |
| Osroa           | Adriano in Siria                  | dramma per musica                             | Giovanni Alberto Ristori | Real Teatro San Carlo di Napoli                                                         | 19 dicembre 1739      |
| Latino          | Il trionfo di Camilla             | dramma per musica (opera eroica, 1ª versione) | Nicola Porpora | Real Teatro San Carlo di Napoli                                                         | 20 gennaio 1740       |
| Osroa           | Adriano in Siria                  | dramma per musica                             | Giovanni Battista Lampugnani | Teatro delle Grazie di Vicenza                                                          | Maggio 1740           |
| Mitrane         | Arsace                            | opera seria                                   | Francesco Feo | Nuovo Teatro Regio di Torino (inaugurazione)                                            | 26 dicembre 1740      |
| Artabano        | Artaserse                         | dramma per musica                             | Giuseppe Arena | Nuovo Teatro Regio di Torino                                                            | 21 gennaio 1741       |
| Lucio Vero      | Vologeso Re De' Parti             | dramma per musica                             | Pietro Pulli | Teatro della Cittadella di Reggio Emilia (inaugurazione)                                | primavera 1741        |
| non noto        | Arminio in Germania               | dramma per musica                             | Giuseppe Scarlatti | Teatro La Pergola di Firenze                                                            | 24 giugno 1741        |
| Ulisse (?)      | Penelope                          | melodramma                                    | Baldassarre Galuppi | King's Theatre di Londra                                                                | 12 dicembre 1741      |
| Polimnestore    | Polidoro                          | pasticcio(?)                                  | Giovanni Battista Pescetti | King's Theatre di Londra                                                                | 19 gennaio 1742       |
| Asdrubale       | Scipione in Cartagine             | opera seria                                   | Baldassarre Galuppi | King's Theatre di Londra                                                                | 2 marzo 1742          |
| Clistene(?)     | Meraspe, o l'Olimpiade            | pasticcio                                     | Giovanni Battista Pergolesi, Giuseppe Scarlatti, Leonardo Leo e Giovanni Battista Lampugnani                                                            | King's Theatre di Londra                                                                | 20 aprile 1742        |
| non noto        | Cefalo e Procri                   | non noto                                      | non noto | King's Theatre di Londra                                                                | maggio 1742           |
| Gianguir        | Gianguir                          | pasticcio                                     | Johann Adolf Hasse, Giovanni Battista Lampugnani, Giuseppe Ferdinando Brivio (fine 1600-ca 1758) e Rinaldo da Capua                                     | King's Theatre di Londra                                                                | 2 novembre 1742       |
| Dorimaspe       | Mandane                           | pasticcio(?)                                  | Giuseppe Ferdinando Brivio | King's Theatre di Londra                                                                | 4 novembre 1742       |
| ?               | Enrico                            | opera seria                                   | Baldassarre Galuppi | King's Theatre di Londra                                                                | 1º gennaio 1743       |
| Temistocle      | Temistocle                        | opera seria                                   | Nicola Porpora | King's Theatre di Londra                                                                | 22 febbraio 1743      |
| Rosbale         | Sirbace                           | opera seria                                   | Baldassarre Galuppi | King's Theatre di Londra                                                                | 5 aprile 1743         |
| Antigono        | Antigono                          | opera seria                                   | Johann Adolf Hasse | Hof-Schloßtheater del palazzo di Hubertusburg a Wermsdorf (Sassonia)                    | 10 ottobre 1743       |
| Rodoaldo        | Ricimero                          | dramma per musica                             | Baldassarre Galuppi | Regio Ducal Teatro di Milano                                                            | 26 dicembre 1744      |
| Teseo           | Ippolito                          | dramma per musica                             | Christoph Willibald Gluck | Regio Ducal Teatro di Milano                                                            | 31 gennaio 1745       |
| Segeste         | Arminio                           | dramma per musica (2ª versione)               | Johann Adolf Hasse | Opernhaus am Zwinger (Hoftheater) di Dresda                                             | 7 ottobre 1745        |
| Marte           | Amore insuperabile                | festa teatrale                                | Giovanni Alberto Ristori | Palazzo del Duca di Richelieu, Dresda                                                   | 1747                  |
| Narete          | Leucippo                          | favola pastorale per musica                   | Johann Adolf Hasse | Hof-Schloßtheater del palazzo di Hubertusburg a Wermsdorf (Sassonia)                    | 7 ottobre 1747        |
| Mirteo          | La Semiramide riconosciuta        | dramma per musica                             | Christoph Willibald Gluck | Burgtheater (Kaiserlische Königliche Theater nächst der Burg) di Vienna (inaugurazione) | 14 maggio 1748        |
| Alessandro      | Alessandro nell'Indie             | dramma per musica                             | Georg Christoph Wagenseil | Burgtheater di Vienna                                                                   | 11 agosto 1748        |
| Fenicio         | Il Demetrio                       | dramma per musica                             | Pietro Pulli | Regio Ducal Teatro di Milano                                                            | carnevale 1749        |
| Ircano          | Semiramide riconosciuta           | dramma per musica                             | Baldassarre Galuppi | Regio Ducal Teatro di Milano                                                            | 25 gennaio 1749       |
| Manlio          | Attilio Regolo                    | dramma per musica                             | Johann Adolf Hasse | Opernhaus am Zwinger (Hoftheater) di Dresda                                             | 12 gennaio 1750       |
| Dafni           | Euridice                          | favola pastorale per musica (pasticcio)       | Niccolò Jommelli, Andrea Bernasconi, Georg Christoph Wagenseil, Ignaz Holzbauer, Johann Adolf Hasse e Baldassarre Galuppi                               | Burgtheater di Vienna                                                                   | 26 luglio 1750        |
| Fenicio         | Demetrio                          | dramma per musica                             | Giuseppe Scarlatti | Nuovo Teatro di Padova                                                                  | 11 giugno 1752        |
| Solimano        | Solimano                          | dramma per musica (1ª versione)               | Johann Adolf Hasse | Opernhaus am Zwinger (Hoftheater) di Dresda                                             | 5 febbraio 1753       |
| Leango          | L'eroe cinese                     | dramma per musica                             | Johann Adolf Hasse | Hof-Schloßtheater del castello di Hubertusburg a Wermsdorf (Sassonia)                   | 7 ottobre 1753        |
| Sebaste         | Artemisia                         | dramma per musica                             | Johann Adolf Hasse | Opernhaus am Zwinger (Hoftheater) di Dresda                                             | 6 febbraio 1754       |
| Clistene        | L'Olimpiade                       | dramma per musica                             | Johann Adolf Hasse | Opernhaus am Zwinger (Hoftheater) di Dresda                                             | 16 febbraio 1756      |
| Marziano        | La Giulia                         | dramma per musica                             | Giovanni Battista Lampugnani | Regio Ducal Teatro di Milano                                                            | 26 dicembre 1760      |
| Teseo           | Ippolito e Aricia                 | tragedia in musica                            | Tommaso Traetta | Nuovo Teatro Regio Ducale di Parma                                                      | 9 maggio 1759         |
| Polifonte       | La Merope                         | dramma per musica                             | Gregorio Sciroli | Regio Ducal Teatro di Milano                                                            | gennaio 1761          |